# Хлеммюр
Хлеммюр (исл. Hlemmur) — документальный фильм исландского режиссёра Оулавюра Свейнссона, снятый в 2002 году. Назван в честь главного автобусного терминала Рейкьявика, так как сюжет фильма вращается вокруг жизней нескольких несчастных обездоленных людей, проводящих там большую часть своего времени.
Саундтрек к фильму сочинён группой Sigur Rós. В 2007 году и фильм, и саундтрек были выпущены вместе в ограниченном издании на CD и DVD на лейбле Krúnk, принадлежащем группе.